# Сітно (Більський повіт)
Сітно (пол. Sitno) — село в Польщі, у гміні Мєндзижець-Підляський Більського повіту Люблінського воєводства.
Населення — 297 осіб (2011).
У 1975-1998 роках село належало до Білопідляського воєводства.

## Демографія
Демографічна структура станом на 31 березня 2011 року:
|          | Загалом | Допрацездатний вік | Працездатний вік | Постпрацездатний вік |
| -------- | ------- | ------------------ | ---------------- | -------------------- |
| Чоловіки | 156     | 49                 | 94               | 13                   |
| Жінки    | 141     | 40                 | 72               | 29                   |
| Разом    | 297     | 89                 | 166              | 42                   |